# Масджид-е Туба
Масджид-е Туба (урду مسجد طوبٰی — мечеть в Карачі, Пакистан. Серед місцевого населення мечеть також знана як Гол-Масджід.
Мечеть з білого мармуру, яку спроєктували пакистанський архітектор Бабар Хамід Чаухан та інженер Захір Хайдер Наквіїз, її побудовано 1969 року.  Купол будівлі діаметром 72 метри є найбільшим серед мечетей у світі. Центральна молитовна зала вміщує 5 000 осіб. Мінарет досягає 70 метрів заввишки.
Мечеть згадується у творі австралійського письменника Грегорі Девіда Робертса «Шантарам».